# Radical 177
El radical 177, representado por el carácter Han 革, es uno de los 214 radicales del diccionario de Kangxi. En mandarín estándar es llamado 革部, (gé bù, ‘radical «cuero»’); en japonés es llamado 革部, かくぶ (kakubu), y en coreano 혁 (hyeok). En los textos occidentales también es conocido como radical «cuero sin curtir» (por contraposición al radical «cuero curtido»).
El radical 177 aparece generalmente en lado izquierdo de los caracteres que clasifica (por ejemplo, en el carácter 靪). En algunas ocasiones puede aparecer también en la parte inferior (por ejemplo, en el carácter 鞏).
Los caracteres clasificados bajo el radical 177 suelen tener significados relacionados con objetos que tradicionalmente se fabrican con pieles de animales. Como ejemplo de lo anterior se encuentran 靫, ‘carcaj’; 靮, ‘rienda’; 靴, ‘zapato’.

## Nombres populares
- Mandarín estándar:　革字旁, gé zì páng, ‘carácter «cuero» en un lado’; 革字底, gé zì dǐ, ‘carácter «cuero» en la parte inferior’.
- Coreano: 가죽혁부, nat myeon bu, ‘radical hyeok-cuero’.
- Japonés:　革偏（かわへん）, kawahen, ‘radical «cuero» en el lado izquierdo del carácter’;[1] 革（つくりがわ）, tsukurigawa, ‘cuero’.
- En occidente: radical «cuero»; radical «cuero sin curtir».

## Galería
| Estilos antiguos                                 | Estilos antiguos                  | Estilos antiguos                        | Estilos antiguos                   | Estilos antiguos                   | Estilos empleados actualmente       | Estilos empleados actualmente  | Estilos empleados actualmente    | Estilos empleados actualmente   | Estilos empleados actualmente  |
|                                                  |                                   |                                         |                                    |                                    |                                     | 革                             | 革                               |                                 |                                |
| 甲骨文 jiǎgǔwén (escritura de huesos oraculares) | 金文 jīnwén (escritura de bronce) | 简帛 jiǎnbó (escritura de bambú y seda) | 篆文 zhuànwén (escritura de sello) | 篆文 zhuànwén (escritura de sello) | 隸書 lìshū (estilo de los escribas) | 楷書 kǎishū (estilo regular)   | 楷書 kǎishū (estilo regular)     | 行書 xǐngshū (estilo corriente) | 草書 cǎoshū (estilo de hierba) |
| 甲骨文 jiǎgǔwén (escritura de huesos oraculares) | 金文 jīnwén (escritura de bronce) | 简帛 jiǎnbó (escritura de bambú y seda) | 大篆 dàzhuàn (sello grande)        | 小篆 xiǎozhuàn (sello pequeño)     | 隸書 lìshū (estilo de los escribas) | 繁體／繁体 fántǐ (tradicional) | 简体／簡體 jiǎntǐ (simplificado) | 行書 xǐngshū (estilo corriente) | 草書 cǎoshū (estilo de hierba) |

## Caracteres con el radical 177
| trazos | carácter                                                 |
| ------ | -------------------------------------------------------- |
| + 0    | 革                                                       |
| + 2    | 靪                                                       |
| + 3    | 靫 靬 靭 靮 靯 靰 靱                                     |
| + 4    | 靲 靳 靴 靵 靶 靷 靸 靹                                  |
| + 5    | 靺 靻 靼 靽 靾 靿 鞀 鞁 鞂 鞃 鞄 鞅 鞆                   |
| + 6    | 鞇 鞈 鞉 鞊 鞋 鞌 鞍 鞎 鞏 鞐 鞑 鞒                      |
| + 7    | 鞓 鞔 鞕 鞖 鞗 鞘 鞙                                     |
| + 8    | 鞚 鞛 鞜 鞝 鞞 鞟 鞠 鞡                                  |
| + 9    | 鞢 鞣 鞤 鞥 鞦 鞧 鞨 鞩 鞪 鞫 鞬 鞭 鞮 鞯 鞰 鞱 鞲 鞳 鞴 |
| + 10   | 鞵 鞶 鞷                                                 |
| + 11   | 鞸 鞹 鞺 鞻                                              |
| + 12   | 鞼 鞽 鞾 鞿                                              |
| + 13   | 韀 韁 韂 韃                                              |
| + 14   | 韄 韅                                                    |
| + 15   | 韆 韇 韈                                                 |
| + 17   | 韉                                                       |
| + 21   | 韊                                                       |